# Horné Mladonice
Horné Mladonice este o comună slovacă, aflată în districtul Krupina din regiunea Banská Bystrica. Localitatea se află la altitudinea de 480 m deasupra n.m., se întinde pe o suprafață de 11,83 km2 și în 2017 număra 172 de locuitori.

## Istoric
Localitatea Horné Mladonice este atestată documentar din 1470.

## Demografie
| An:                | 1994 | 2004    | 2014   | 2024    |
| ------------------ | ---- | ------- | ------ | ------- |
| Număr de persoane: | 199  | 170     | 172    | 190     |
| Diferență:         |      | −14,57% | +1,17% | +10,46% |

| An:                | 2023 | 2024   |
| ------------------ | ---- | ------ |
| Număr de persoane: | 187  | 190    |
| Diferență:         |      | +1,60% |